# طراز ناهید
طراز ناهید روستایی است از توابع بخش مرکزی شهرستان ساوه,که در استان مرکزی ایران می باشد.

## جمعیت
این روستا در دهستان طراز ناهید قرار دارد و براساس سرشماری مرکز آمار ایران در سال ۱۳۹۵، جمعیت آن ۲۷۷۰ نفر (۸۰۳ خانوار) بوده است.
حمدالله مستوفی در نزهة القلوب نام این قصبه را به صورت طیریز ناهید ذکر کرده‌است. معنی آن می‌تواند دارای ابریشم پاک و خالص یا به احتمال بیشتر «تراز و صاف نهاده شده» (قرار گرفته در زمین هموار) بوده باشد.